# Hôtel de Rothembourg
L'hôtel de Rothembourg est un hôtel particulier situé à Paris en France.

## Localisation
Il est situé aux 5 rue du Regard et 68 boulevard Raspail, dans le 6e arrondissement de Paris.

## Histoire
Cet hôtel construit en 1728 fait partie d'une série d'immeubles de rapport élevés à la demande des Carmes, sur un terrain proche de leur couvent.
L'architecte en est Victor-Thierry Dailly.
Il fut d'abord occupé par Conrad Alexandre de Rothembourg, ancien officier au service du roi de Prusse, décédé en 1735, dont il conservera le nom. De 1736 à 1739, il est habité par Antoine Caracciolo, prince de Torella, ambassadeur extraordinaire du roi de Sicile, puis, à partir de 1739, par Jean Sébastien de Kerhoent, marquis de Coetanfao, jusqu'à sa mort en 1746.
La veuve de ce dernier, Catherine de Rougé, remariée en 1747 avec le duc d'Elbeuf, continue à occuper l'hôtel jusqu'en 1753.
En 1753, l'hôtel est loué au duc de Croÿ-Solre, maréchal de France en 1783, jusqu'à sa mort dans l'hôtel en 1784. Le bail de l'hôtel est repris par son fils, Anne-Emmanuel de Croÿ, duc de Croÿ, prince de Solre, qui l'habite avec sa famille jusqu'à leur départ pour l'émigration.
En 1790, l'hôtel est déclaré bien national, mais n'est pas vendu. À partir de 1796, il est utilisé comme annexe au dépôt du garde-meuble national, dévolue à la conservation des tapisseries et tapis, à celle de la bibliothèque du Directoire, jusqu'en 1806.
À partir de 1806, il est confié aux Dames de Saint-Benoît, pour y installer un orphelinat.
Repris par l'État en 1828, l'hôtel est vendu en 1835.
Autrefois situé entre cour et jardin, il a perdu, comme son voisin, l'hôtel de Beaune, son jardin vers 1908, à la suite du percement du boulevard Raspail, désormais situé au pied de son ancienne façade sur jardin.

### Protection
Cet édifice fait l’objet d’une inscription au titre des monuments historiques depuis un arrêté du 1er octobre 1963.

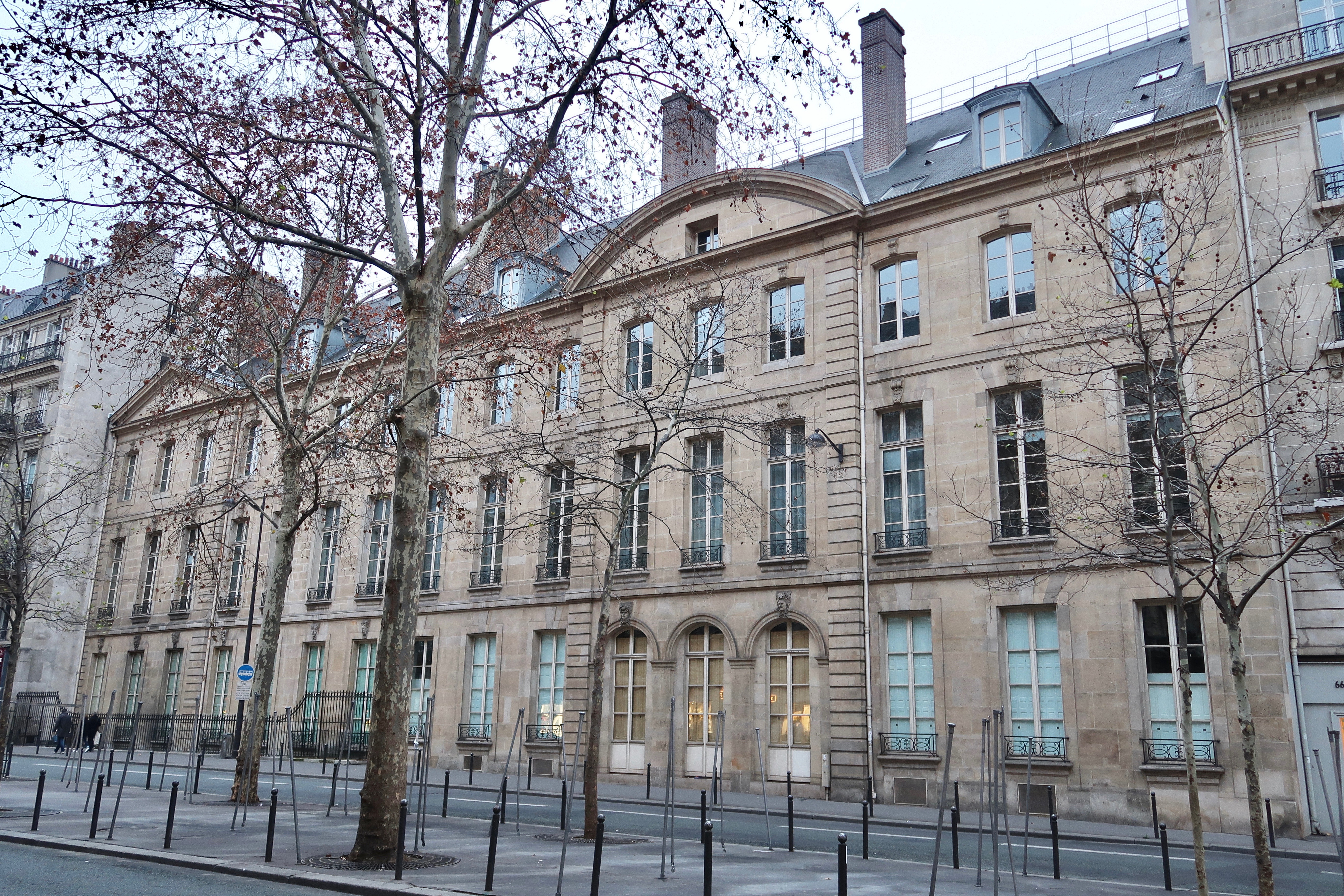
Facade sur le boulevard Raspail.